# Objaw rąk złożonych do modlitwy
Objaw rąk złożonych do modlitwy (ang. prayer sign) – objaw charakterystyczny dla cheiroartropatii cukrzycowej polegający na niemożności zbliżenia do siebie dłoni w przypadku prób ich złożenia jak do modlitwy.
Wystąpienie objawu zależy od ograniczenia zdolności prostowania palców zależne od zgrubienia pochewek ścięgnistych zginaczy palców, doprowadzającego do przykurczu i niemożności pełnego wyprostu.
Wystąpienie tego objawu koreluje z występowaniem innych powikłań cukrzycowych, takich jak retinopatia, neuropatia czy nefropatia.